# Flakaträsket (Piteå socken, Norrbotten)
Flakaträsket är en sjö i Piteå kommun i Norrbotten och ingår i Åbyälvens huvudavrinningsområde. Sjön har en area på 0,283 kvadratkilometer och ligger 378 meter över havet. Sjön avvattnas av vattendraget Flakbäcken.
Sjön ligger i naturreservatet Lill-Huvberget.

## Delavrinningsområde
Flakaträsket ingår i det delavrinningsområde (727187-170194) som SMHI kallar för Utloppet av Inre Huvträsket. Medelhöjden är 372 meter över havet och ytan är 4,08 kvadratkilometer. Det finns inga avrinningsområden uppströms utan avrinningsområdet är högsta punkten. Flakbäcken som avvattnar avrinningsområdet har biflödesordning 2, vilket innebär att vattnet flödar genom totalt 2 vattendrag innan det når havet efter 100 kilometer. Avrinningsområdet består mestadels av skog (55 procent). Avrinningsområdet har 0,87 kvadratkilometer vattenytor vilket ger det en sjöprocent på 21,4 procent.